# Sota-Aapa
Sota-Aapa este o arie protejată (arie specială de conservare — SAC, sit de importanță comunitară — SCI, arie de protecție specială avifaunistică — SPA) din Finlanda întinsă pe o suprafață de 3.178 ha, integral pe uscat.

## Localizare
Centrul sitului Sota-Aapa este situat la coordonatele 68°17′04″N 27°08′20″E / 68.2844°N 27.1389°E.

## Înființare
Situl Sota-Aapa a fost declarat sit de importanță comunitară în august 1998 pentru a proteja 19 specii de animale. Alte tipuri de protecție:
- arie de protecție specială avifaunistică (în august 1998)[2]
- arie specială de conservare (în aprilie 2015)[1][3][4]

## Biodiversitate
Situată în ecoregiunea boreală, aria protejată conține 8 habitate naturale: Lacuri și iazuri distrofice naturale, Cursuri de apă de la nivel de câmpie la nivel montan, cu vegetație Ranunculion fluitantis și Callitricho-Batrachion, Turbării active, Izvoare fino-scandinave și mlaștini produse de izvoare bogate în minerale, Mlaștini alcaline, Turbării Aapa, Taiga vestică, Mlaștini împădurite.
La baza desemnării sitului se află mai multe specii protejate:
- păsări (17): ciuf de câmp (Asio flammeus), bătăuș (Calidris pugnax), erete vânăt (Circus cyaneus), gușă vânătă (Cyanecula svecica), lebădă de iarnă (Cygnus cygnus), șoim de iarnă (Falco columbarius), vânturel roșu (Falco tinnunculus), cufundar polar (Gavia arctica), cocor (Grus grus), notatița cu ciocul subțire (Phalaropus lobatus), ciocănitoare de munte (Picoides tridactylus), ploier auriu (Pluvialis apricaria), Sterna paradisaea, Surnia ulula,  cocoș de munte (Tetrao urogallus), fluierar negru (Tringa erythropus), fluierar de mlaștină (Tringa glareola)
- mamifere (2): gluton (Gulo gulo), vidră de râu (Lutra lutra)

Pe lângă speciile protejate, pe teritoriul sitului au mai fost identificate 3 specii de mamifere.